# 林俊昭
林 俊昭（はやし としあき、1950年（昭和25年） - ）は、日本のチェロ奏者。徳島文理大学音楽学部教授。
東京都出身。ボストン大学、サンタ・チェチーリア国立アカデミア専門課程室内楽科卒業。妻はピアニストの林由香子。

## 経歴
東京都出身。桐朋女子高等学校音楽科を卒業後、1980年（昭和55年）にイタリア・ローマのサンタ・チェチーリア国立アカデミア専門課程室内楽科を最優秀で卒業。
チェロを青木十良、G.ナイクルッグ、アンドレ・ナヴァラ、ウィリアム・プリース、ピエール・フルニエ、アントニオ・ヤニグロに師事。妻でピアニストの林由香子との「デュオ ハヤシ」でトラッパニ国際コンクールなど様々なコンクールで優勝・入賞する。サルヴァトーレ・アッカルド、フェリックス・アーヨ、ブルーノ・ジュランナ、セヴェリーノ・ガッゼローニ等の世界的演奏者と共演。
1987年（昭和62年）から大阪フィルハーモニー交響楽団首席奏者として1995年（平成7）まで在籍し、1991年（平成3年）から2000年（平成12年）まで東京芸術大学講師を務めた。またこれまでに徳島文理大学音楽学部教授、名古屋音楽大学特別講師、大阪音楽大学講師、相愛大学講師などを歴任したほかSAWA QUARTETメンバー、紀尾井シンフォニエッタ東京首席メンバー。
またNPOチェロアンサンブル協会が主催する1000人のチェロ・コンサートでは、第2回から3回連続でコンサートマスターを務めている。